# Aniptodera juncicola
Aniptodera juncicola är en svampart som beskrevs av Volkm.-Kohlm. & Kohlm. 1994. Aniptodera juncicola ingår i släktet Aniptodera och familjen Halosphaeriaceae.   Inga underarter finns listade i Catalogue of Life.